# Ferònia (deessa)
Ferònia va ser una deessa etrusca, o potser sabina, que tenia cura dels boscos i de les fonts. El seu culte estava molt estès a la Itàlia central, sobretot en el mont Soracte, a Terracina, a Furfo a Pisaurum i també a Etrúria. Diu Estrabó que en un dels seus boscos sagrats, s'hi feia anualment un sacrifici, on, els que estaven plens de l'esperit de Ferònia podien caminar amb els peus descalços sobre brases enceses sense cremar-se. Tenia un temple a la ciutat de Ferònia, a la que havia donat nom.
En el seu temple de Terracina quan els esclaus eren posats en llibertat i passaven a lliberts, es posaven un barret que indicava la seva nova condició. Se l'assimila per aquest fet amb la deessa Libertas.
Èril, un heroi nascut a la ciutat de Praeneste era considerat fill seu. Estava dotat amb tres vides, però va ser mort per Evandre.